# Pugakszan
A Pugakszan (hangul: 북악산, handzsa: 北岳山, RR: Bugaksan) Szöul négy belső hegyének egyike, az egykori erődfalon belül található északi fekvésű hegy, a négy közül a legmagasabb. Nevezik még Pegakszan (Baegaksan)nak (백악산, 白岳山) is. A hegyen futó erődfalrészt felújították, azóta népszerű turistacélponttá vált. Itt áll a Szukcsongmun (Sukjeongmun), a város egykori északi kapuja. A hegy területére a Kék Ház közelsége miatt csak személyigazolvánnyal, külföldieknek útlevéllel lehet belépni.